# Glas Slavonije
Glas Slavonije («Голос Славонії») — хорватська місцева щоденна газета, що виходить в Осієку щодня, крім неділі та святкових днів, та має найвищий наклад у Східній Славонії — економічно слабкій області на крайньому північному сході Хорватії. Розрахована насамперед на читачів, прихильних до правої половини політичного спектру.

## Історія
Вважається, що Glas Slavonije є спадкоємцем газети Hrvatski list, яка виходила в Осієку з 1920 по 1945 рік.
Перше число «Голосу Славонії» було надруковано у тимчасово визволеному районі Західної Славонії у 1943 році. Газета тоді виходила як видання Єдиного народно-визвольного фронту у Славонії під проводом Зорка Голуба, Зденка Хаса, Іво Сарайчича і Нади Валентич. Призвідниками видання були члени Славонського обласного комітету КПХ Душан Чалич і Звонко Брикич. Під час війни за незалежність нумерацію газети було змінено, а у вихідних відомостях відтоді зазначається, що Glas Slavonije є наступником  газети Hrvatski list, який почав виходити 1920 року.
Є твердження, що газета близька до праворадикального політика Бранимира Главаша. 1991 року той під загрозою застосування зброї звільнив із посади тодішнього головного редактора цієї газети і пізнішого члена редакції ліволіберального сатиричного видання Feral Tribune Драго Хедла.